# الكرج
الْكُرْج هو الاسم الذي أطلقه العرب والمسلمون في العصور السابقة على الأراضي الواقعة في جمهورية جورجيا اليوم وعاصمتها الحالية تبليسي المشهورة باسم «تفليس».

## أعلام
- علي باشا الطرابلسي
- داماد خليل رفعت باشا الكرجي
- عثمان باشا الكرجي